# Taloqan
Taloqan (Paschtu/Dari: تالقان) ist die Hauptstadt der Provinz Tachar in Nord-Afghanistan. Nach der Volkszählung von 1979 betrug die Bevölkerungszahl 19.925 Einwohner. Amtliche Schätzungen von 2022 gehen von 87.970 Einwohnern aus.

## Geschichte

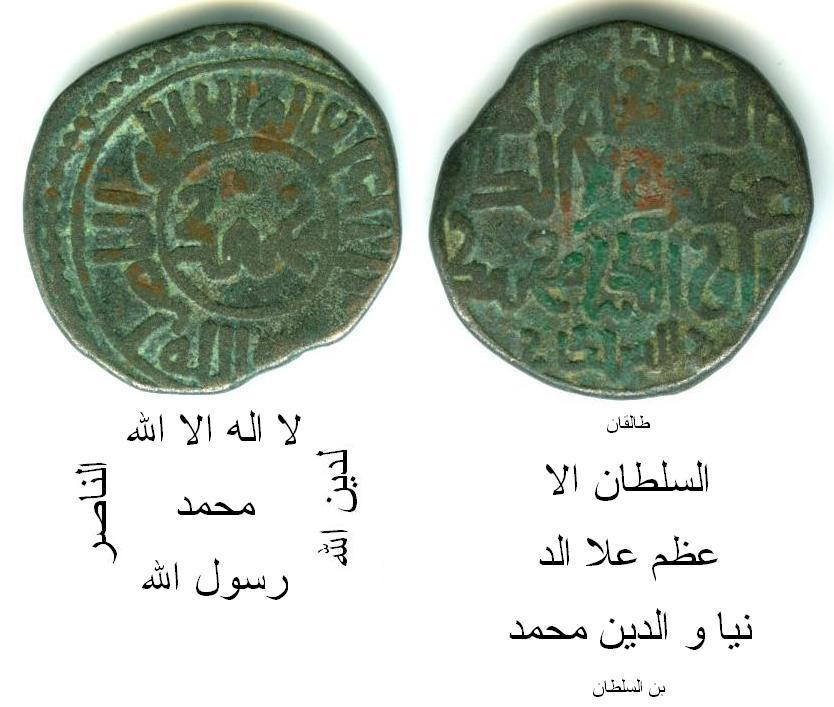
Eine in Taloqan unter der Herrschaft des Choresm-Schahs Ala ad-Din Muhammad (reg. 1200–1220) geprägte Münze

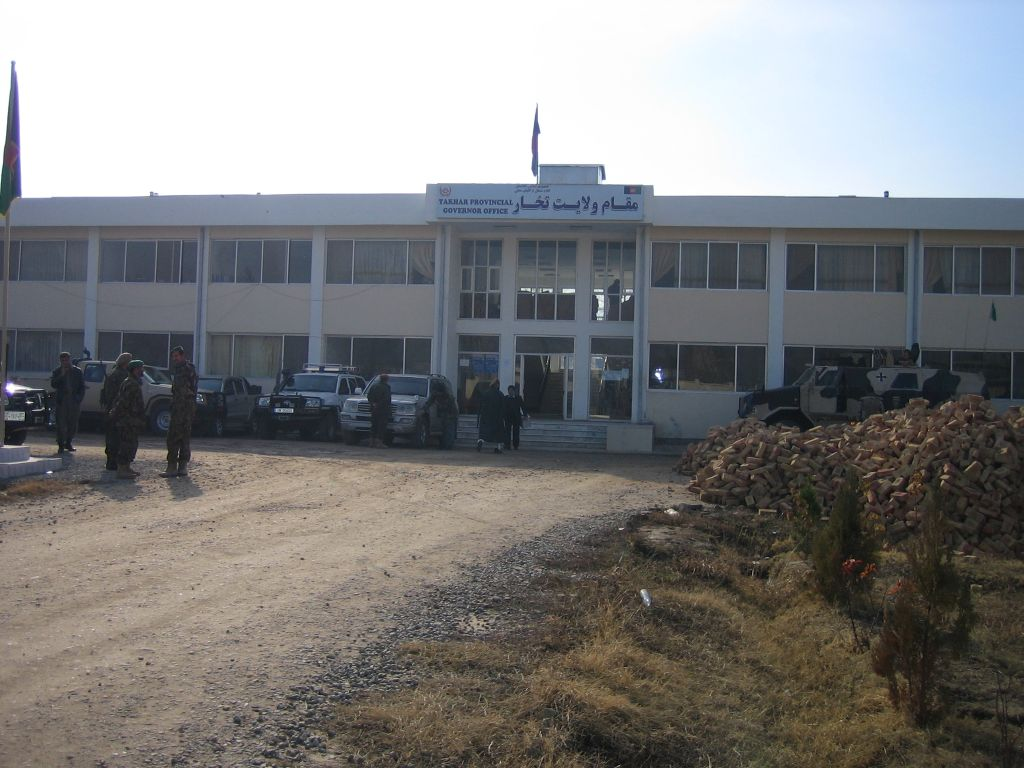
Gouverneurssitz in Taloqan 2009

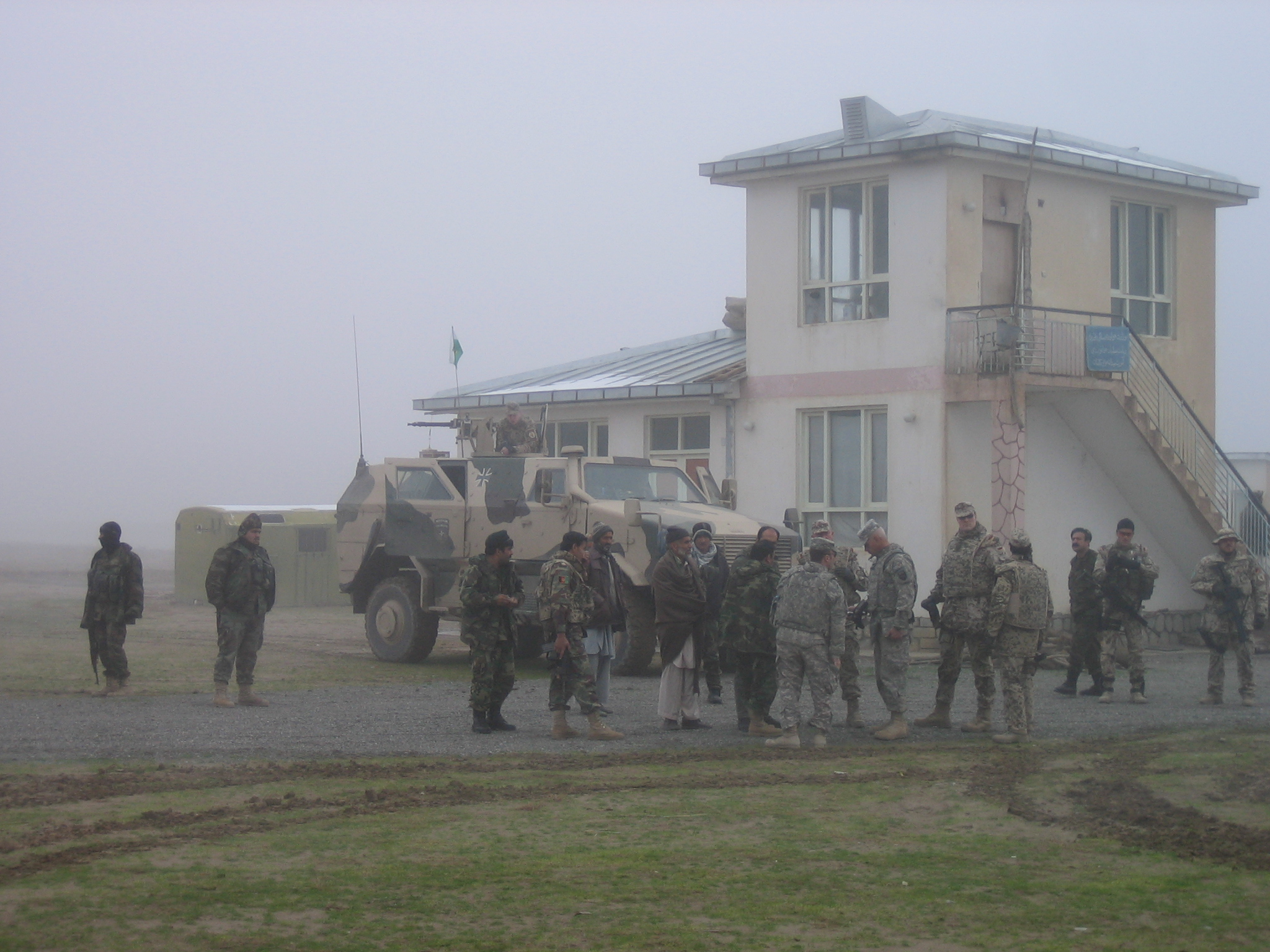
Flughafen Taloqan 2009

Die alte Stadt wurde von Marco Polo 1275 beschrieben als:

„Eine Burg namens Taikhan mit einem großen Getreidemarkt und das Land im Umkreis ist gut und fruchtbar. Die Hügel, welche nach Süden liegen sind groß und hoch. Sie bestehen ganz aus weißem Salz, extrem hart, zu welchem die Menschen bis zu einer Entfernung von 30 Tagesreisen im Umkreis herkommen, um sich zu damit zu versorgen, da es als das reinste Salz auf der Welt gilt. Es ist so hart, dass es nur mit großen Eisenhämmern gebrochen werden kann. Die Menge ist so groß, dass alle Länder der Welt damit versorgt werden könnten.“

### Zeitgeschichte
Taloqan war das militärische Hauptquartier der Nordallianz, bis es am 5. September 2000 von den Taliban eingenommen wurde. Im November 2001 wurde die Stadt befreit.
Die Bundeswehr unterhielt in Taloqan ein kleineres PAT (Provincial Advisory Team Taloqan), welches durch das Provincial Reconstruction Team (PRT) Kunduz betreut wurde.
Am 8. Oktober 2010 kamen bei einem Sprengstoffanschlag auf eine Moschee in der Stadt mindestens 15 Menschen ums Leben. Zu den Todesopfern zählt der Gouverneur der Nachbarprovinz Kunduz, Mohammad Omar.
18. Mai 2011 kam es zu einer Demonstration mit schweren Ausschreitungen vor dem Camp des PAT und in der Innenstadt von Taloqan. Im Verlauf der Demonstration wurden bis zu 14 Demonstranten getötet und zwischen 50 und 80 verletzt. Außerdem wurden 3 deutsche Soldaten leicht bis mittelschwer und 5 afghanische Sicherheitskräfte verwundet. Am 5. Juni 2011 gab ein Sprecher bekannt, dass die Bundeswehr von einem gezielten Angriff ausgeht, bei dem deutsche Soldaten möglicherweise drei Angreifer töteten.
Am 28. Mai 2011 wurden bei einem Bombenanschlag auf eine Sicherheitskonferenz zwischen einer NATO-Delegation und afghanischen Behördenvertretern im Sitz des Gouverneurs der Provinz Tachar in Taloqan sieben Menschen getötet und neun verletzt. Bei dem Anschlag wurden zwei deutsche Soldaten getötet und sechs verletzt. Unter den Verletzten befanden sich auch der deutsche ISAF-Kommandeur in Nordafghanistan, General Markus Kneip und der Gouverneur Abdul Jabar Taqwa. Zuerst gingen die Bundeswehr und die Ermittlungsbehörden von einem Selbstmordattentäter aus, der sich mit einer Polizeiuniform als Leibwächter der Konferenz eingeschmuggelt hatte. Späteren Berichten der nationalen Sicherheitsdirektion handelte es sich hingegen um eine ferngezündete Bombe, die schon in den Tagen zuvor versteckt worden war.
Bei einem Selbstmordanschlag auf eine Trauerzeremonie für einen Regierungsvertreter am 25. Dezember 2011 starben mindestens 20 Menschen. Unter den Toten befand sich auch Abdulmutalib Baig, ehemaliger Polizeichef von Kundus.
Nach Protesten gegen Koranverbrennungen in einem Militärgefängnis in Bagram gab es in Taloqan Demonstrationen mit etwa 300 Personen, bei denen der Stützpunkt der Bundeswehr mit Steinen beworfen wurde. Deshalb zogen die 50 dort stationierten Bundeswehrsoldaten den für März geplanten Abzug vor und räumten Taloqan schon am 23. Februar 2012 vorzeitig.
Im Mai 2012 mussten mehrmals Schülerinnen einer örtlichen Mädchenschule mit Vergiftungserscheinungen ins Krankenhaus gebracht werden. Die Bildungsbehörde der Provinz Tachar vermutete Anschläge und beschuldigte die Taliban. Diese wiesen die Vorwürfe aber zurück.
Am 8. August 2021 nahmen die Taliban Taloqan zum zweiten Mal ein.